# هیمس‌کرک
هیمسکرک (به هلندی: Heemskerk) یک شهرداری در هلند است که در هلند شمالی واقع شده‌است.

## خصوصیات
هیمسکرک که  ۲ متر بالاتر از سطح دریا واقع شده‌است و ۳۹٬۰۷۸ نفر جمعیت دارد.

## خواهرخوانده
شهر کلاتوی خواهرخواندهٔ هیمسکرک هست.